# Grant Mitchell
Pour les articles homonymes, voir John Mitchell et Mitchell.

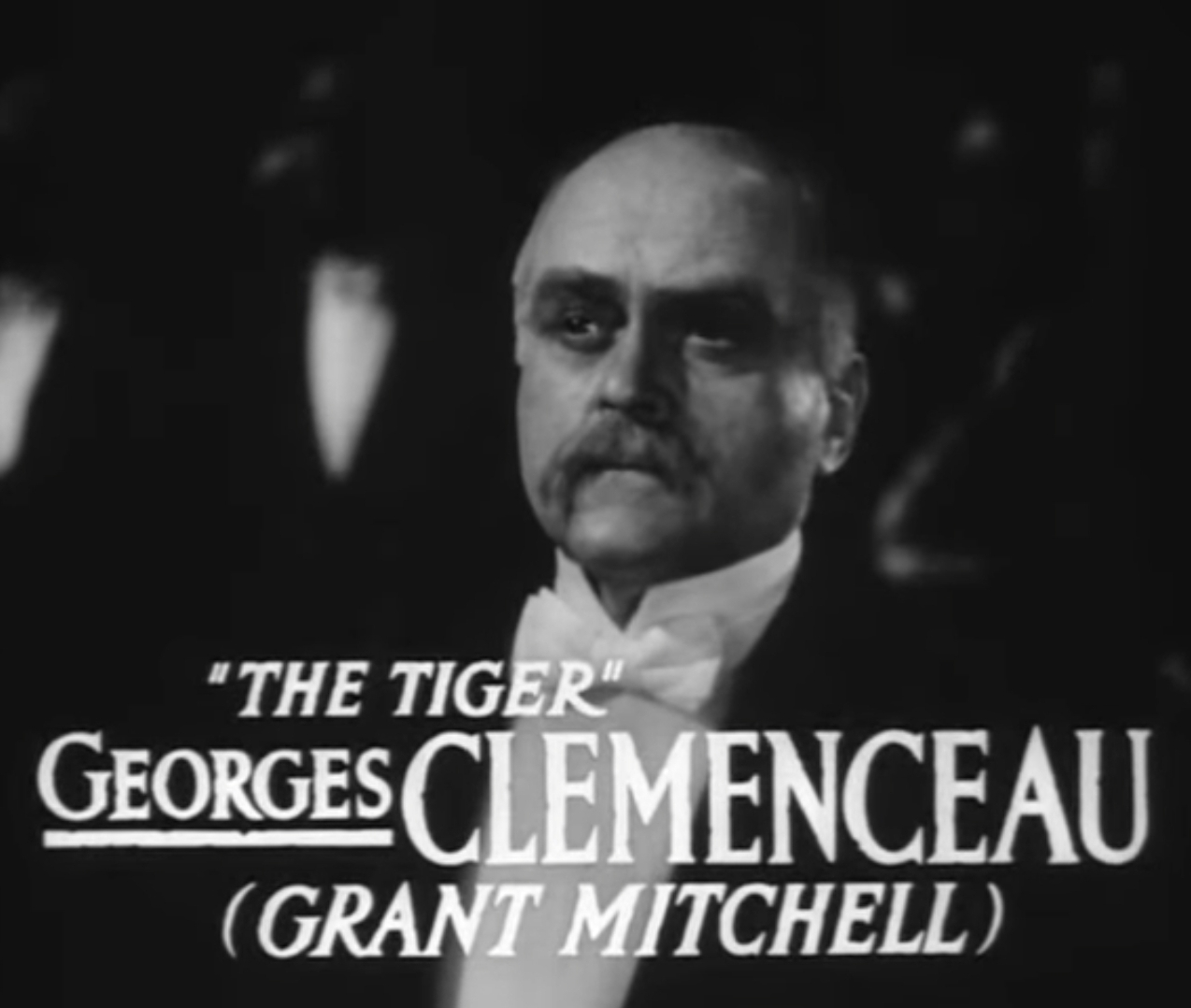
Dans La Vie d'Émile Zola (1937)

Grant Mitchell est un acteur américain, de son nom complet John Grant Mitchell Jr., né à Columbus (Ohio, États-Unis) le 17 juin 1874, mort à Los Angeles (Californie, États-Unis) le 1er mai 1957.

## Biographie
Grant Mitchell est le fils de John Grant Mitchell, général de l'Union lors de la guerre de Sécession et de  Laura Platt.
Au théâtre, il débute à Broadway en 1902 et y joue jusqu'en 1938. Au cinéma, il apparaît dans 128 films américains, dont deux films muets en 1916 et 1923, le reste après l'avènement du parlant, entre 1930 et 1948, année où il se retire.

## Filmographie partielle
- 1916 : The Misleading Lady d'Arthur Berthelet
- 1923 : Radio-Mania de Roy William Neill
- 1930 : Man to Man d'Allan Dwan
- 1931 : The Star Witness de William A. Wellman
- 1932 : Un mauvais garçon (No Man of her Own) de Wesley Ruggles
- 1932 : Big City Blues de Mervyn LeRoy
- 1932 : Vingt Mille Ans sous les verrous (20,000 Years in Sing Sing) de Michael Curtiz
- 1932 : Week-End Marriage de Thornton Freeland
- 1932 : The Famous Ferguson Case de Lloyd Bacon
- 1933 : Les Enfants de la crise (Wild Boys of the Road) de William A. Wellman
- 1933 : Les Invités de huit heures (Dinner at Eight) de George Cukor
- 1933 : Le Signal (Central Airport) de William A. Wellman et Alfred E. Green
- 1933 : Le Tourbillon de la danse (Dancing Lady) de Robert Z. Leonard
- 1933 : Héros à vendre (Heroes for Sale) de William A. Wellman
- 1933 : Haute Société (Our Betters) de George Cukor
- 1934 : Mariage secret (The Secret Bride) de William Dieterle
- 1934 : Ondes d'amour (Twenty Million Sweethearts) de Ray Enright
- 1934 : The Show-Off de Charles Reisner
- 1934 : Patte de chat (The Cat's-Paw) de Sam Taylor
- 1934 : The Case of the Howling Dog d'Alan Crosland
- 1934 : 365 Nights in Hollywood de George Marshall
- 1935 : One More Spring d'Henry King
- 1935 : It's in the Air de Charles Reisner
- 1935 : Chercheuses d'or (Gold Diggers of 1935) de Busby Berkeley
- 1935 : Seven Keys to Baldpate de William Hamilton et Edward Killy
- 1935 : Brigade spéciale (Men Without Names), de Ralph Murphy
- 1935 : Le Songe d'une nuit d'été (A Midsummer Night's Dream) de William Dieterle et Max Reinhardt
- 1935 : Je te dresserai (In Person) de William A. Seiter
- 1935 : Le Gondolier de Broadway (Broadway Gondolier) de Lloyd Bacon
- 1935 : Femmes d'affaires (Traveling Saleslady) de Ray Enright
- 1936 : Épreuves (Next Time We Love) d'Edward H. Griffith
- 1936 : The Garden Murder Case d'Edwin L. Marin
- 1936 : Au seuil de la vie (The Devil is a Sissy) de W. S. Van Dyke
- 1936 : Mon ex-femme détective (The Ex-Mrs. Bradford) de Stephen Roberts
- 1937 : La Vie d'Émile Zola (The Life of Emile Zola) de William Dieterle
- 1937 : First Lady de Stanley Logan
- 1937 : Hollywood Hotel de Busby Berkeley
- 1937 : Musique pour madame, de John G. Blystone
- 1938 : Cet âge ingrat (That Certain Age) d'Edward Ludwig
- 1939 : Le Secret du docteur Kildare (The Secret of Dr. Kildare), de Harold S. Bucquet
- 1939 : Monsieur Smith au Sénat (Mr. Smith goes to Washington) de Frank Capra
- 1939 : 6,000 Enemies de George B. Seitz
- 1939 : On Borrowed Time de Harold S. Bucquet
- 1940 : Les Raisins de la colère (The Grapes of Warth) de John Ford
- 1940 : La Vie de Thomas Edison (Edison, the Man) de Clarence Brown
- 1940 : Rendez-vous à minuit (It All Came True) de Lewis Seiler
- 1940 : My Love Came Back de Curtis Bernhardt
- 1941 : Le Châtiment (The Penalty) de Harold S. Bucquet
- 1941 : La Route du tabac (Tobacco Road) de John Ford
- 1941 : Des pas dans la nuit (Footsteps in the Dark) de Lloyd Bacon
- 1941 : Le Grand Mensonge (The Great Lie) d'Edmund Goulding
- 1941 : The Feminine Touch de W. S. Van Dyke
- 1941 : One Foot in Heaven d'Irving Rapper
- 1941 : Rien que la vérité (Nothing But the Truth) d'Elliott Nugent
- 1941 : La Folle Alouette (Skylark) de Mark Sandrich
- 1942 : L'Homme qui vint dîner (The Man who came to dinner) de William Keighley
- 1942 : Ma sœur est capricieuse (My Sister Eileen) d'Alexander Hall
- 1942 : Larceny, Inc. de Lloyd Bacon
- 1942 : Les Folles Héritières (The Gay Sisters) d'Irving Rapper
- 1942 : Cairo de W. S. Van Dyke
- 1943 : Toute seule (All by Myself) de Felix E. Feist
- 1943 : The Amazing Mrs. Holliday, de Bruce Manning
- 1943 : Dixie d'A. Edward Sutherland
- 1944 : See Here, Private Hargrove de Wesley Ruggles
- 1944 : The Impatient Years d'Irving Cummings
- 1944 : Arsenic et Vieilles Dentelles (Arsenic and Old Lace) de Frank Capra
- 1944 : Dansons gaiement (Step Lively) de Tim Whelan
- 1944 : Le bonheur est pour demain (And Now Tomorrow) de Irving Pichel
- 1945 : L'Or et les Femmes (Bring on the Girls) de Sidney Lanfield
- 1945 : La mort n'était pas au rendez-vous (Conflict) de Curtis Bernhardt
- 1945 : Péché mortel (Leave her to Heaven) de John M. Stahl
- 1945 : Crime, Inc. (en) de Lew Landers
- 1945 : A Medal for Benny d'Irving Pichel
- 1945 : Désir de femme (Guest wife) de Sam Wood
- 1946 : Ève éternelle (Easy to Wed) d'Edward Buzzell
- 1947 : L'assassin ne pardonne pas (The Corpse came C.O.D.) de Henry Levin
- 1947 : Sérénade à Mexico (Honeymoon) de William Keighley
- 1947 : C'est arrivé dans la Cinquième Avenue (It happened on 5th Avenue) de Roy Del Ruth

## Théâtre
Pièces jouées à Broadway
- 1902-1903 : Jules César (Julius Caesar) de William Shakespeare
- 1903-1904 : Glad of It de Clyde Fitch, avec John Barrymore, Thomas Meighan, Robert Warwick, Lucile Watson
- 1905 : Cousin Billy de (et mise en scène par) Clyde Fitch, d'après Le Voyage de monsieur Perrichon d'Eugène Labiche et Édouard Martin, avec May Robson
- 1906 : The Mountain Climber de M. Neal, d'après C. Kraatz, avec May Robson
- 1906 : Chez les heureux du monde (The House of Mirth) de Clyde Fitch et Edith Wharton, adaptation du roman éponyme de cette dernière, avec Lumsden Hare, Charles Lane
- 1907-1908 : The Toymaker of Nuremberg d'Austin Strong
- 1908 : L'Appel du Nord (The Call of the North) de George Broadhurst (en), d'après le roman éponyme de Stewart Edward White, avec DeWitt Jennings (adaptée au cinéma en 1914)
- 1908 : Myself - Bettina de Rachel Crothers
- 1908-1909 : The Chaperon de Marion Fairfax
- 1909 : An American Widow de Kellett Chambers
- 1909-1910 : The Next of Kin de Charles Klein, avec Harry Davenport
- 1910 : Get-Rich-Quick Wallingford de (et mise en scène par) George M. Cohan
- 1912-1913 : Years of Discretion de Fanny et Frederic Hatton, mise en scène et produite par David Belasco
- 1914-1915 : It pays to advertise de Roi Cooper Megrue et Walter Hackett
- 1921 : The Champion de Thomas Louden et A. E. Thomas, avec Lucy Beaumont
- 1921 : The Hero de Gilbert Emery, avec Blanche Friderici
- 1922 : Kempy de (et avec) J.C. et Elliott Nugent
- 1923 : L'École de la médisance (The School for Scandal) de Richard Brinsley Sheridan, avec Ethel Barrymore, Etienne Girardot, Walter Hampden, Violet Kemble-Cooper, Charles Richman
- 1923-1924 : The Whole Town's Talking d'Anita Loos et John Emerson
- 1924-1925 : The Habitual Husband de Dana Burnet, avec Margalo Gillmore
- 1925 : Spooks de Robert J. Sherman
- 1925-1926 : One of the Family de Kenneth S. Webb, avec Beulah Bondi, Louise Closser Hale, Mary Philips
- 1927-1928 : Baby Cyclone de (et produite par) George M. Cohan, avec Spencer Tracy
- 1929 : Les Fous du roi (All the King's Men) de Fulton Oursler
- 1929 : A Tailor-Made-Man de Harry James Smith
- 1937 : Tide rising de George Brewer Jr.
- 1938 : Ringside Seat de Leonard Ide